# Rosa Zafferani
Rosa Zafferani (Jersey City, 16 agosto 1960) è una politica e funzionaria sammarinese.

## Biografia
Laureata all'Università di Bologna in Economia e Commercio, si iscrisse al Partito Democratico Cristiano Sammarinese nel 1991 e iniziò una rapida carriera politica: è stata segretaria di sezione del partito a Serravalle dal 1993 al 1998, quando venne eletta al Consiglio Grande e Generale. Tra l'aprile e l'ottobre del 1999 ha ricoperto la carica di Capitano Reggente assieme a Antonello Bacciocchi.
Riconfermata al Consiglio Grande e Generale nel 2001, è più volte Segretario di Stato, dapprima a Sanità, Sicurezza Sociale e Previdenza; poi a Pubblica Istruzione, Università, Istituti Culturali e Informazione; infine ad Affari Interni, Pubblica Istruzione e Università.
Nel marzo 2007 assieme ai colleghi Pier Marino Mularoni, Giovanni Lonfernini e Cesare Antonio Gasperoni ha costituito il gruppo del Movimento dei Democratici di Centro.
Un anno dopo, torna ad assumere la Reggenza dello Stato insieme a Federico Pedini Amati.
È la direttrice di Poste San Marino, oltre a ricoprire dal 2023 la carica di Console Onorario della Repubblica di Lituania presso la Repubblica di San Marino.